# Podokenní římsa

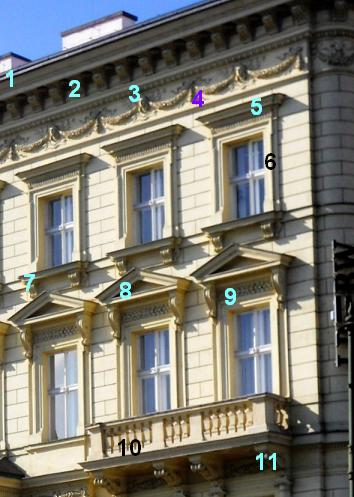
Architektonické prvky klasické fasády (7 - podokenní římsa)

Podokenní římsa je (zpravidla profilovaný) architektonický prvek používaný v klasické řádové architektuře. Jak říká i název, tvoří tento prvek spodní hranu okenního otvoru. Může být nesen konzolemi. Je-li římsa průběžná, nazývá se buďto jako průběžná podokenní římsa, častěji však parapetní římsa, někdy též římsa poprsní.